# Otto Jochum
Otto Jochum, född 18 mars 1898, död 24 oktober 1969, var en tysk kompositör. Han var bror till Eugen Jochum.
Otto Jochum var från 1933 direktör för stadssångskolan i Augsburg. Bland Jochums verk, som visar på påverkan från Johann Sebastian Bach, Max Reger och tyska folkvisor, märks oratorierna Der jüngste Tag och Ein Weihnachts-singen, 11 mässor, över 100 motetter, sångcykler för blandad kör, manskör, kvinno- och barnkör, samlingsverken Singschulgarten och Die Lust hat mich bezwungen (bearbetningar av folkvisor), solosånger, barnvisor, kammar- och orkestermusik.